# Stearman PT-17 Kaydet
Stearman model 75, znany także jako Stearman, Boeing Stearman (firma Stearman została wykupiona przez Boeinga w 1934) czy Kaydet – dwupłatowy, dwumiejscowy samolot szkolno-treningowy używany przez siły powietrzne Stanów Zjednoczonych (USAAC, USAAF) i marynarkę wojenną (US Navy) w latach 30. i 40. XX wieku, aż do zakończenia II wojny światowej.
Po wojnie tysiące samolotów tego typu trafiło na rynek cywilny gdzie służyły jako popularne samoloty sportowe i rolnicze.